# Skákací hrad

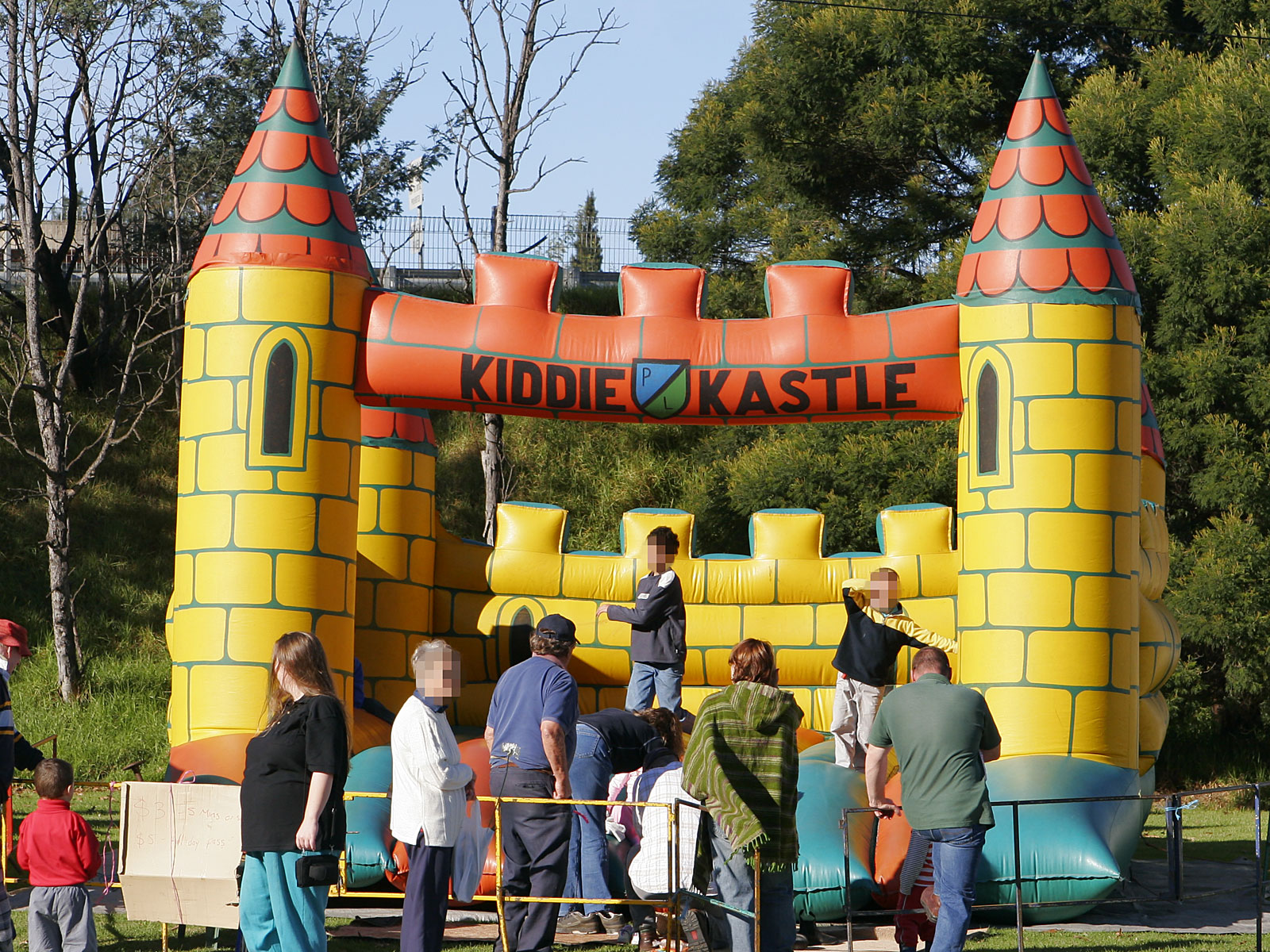
Nafukovací hrad s dětmi

Skákací hrad, nebo také nafukovací hrad, je velká atrakce, většinou pro děti.
Je vytvořena z různých vzájemně propojených a sestavených vzdušných vaků, potažených dostatečně pevným materiálem (PVC a nylon), aby po něm mohly skákat děti (do určité hmotnosti). Díky tomu tak děti mohou nejen skákat uvnitř hradu, ale také se i odrážet od stejně "pružných" stěn. Atrakce tak funguje jako vlastně jedna velká ohrada, která zamezuje dětem, aby vypadly nějakou stranou ven (hrad mívá jednu ze čtyř stran otevřenou, avšak i ta může být někdy zúžena. Hrady mají různé pestré barvy (aby se líbily dětem) a jejich součástí jsou i skluzavky. Často se objevují na různých akcích; ať už reklamních, či jinak dětmi často navštěvovaných (např. poutě).